# Tel père, telle fille
Pour les articles homonymes, voir Tel père, telle fille (homonymie).
Ne doit pas être confondu avec Tel père, telles filles.
Pour plus de détails, voir Fiche technique et Distribution.
Tel père, telle fille est un film français réalisé par Olivier de Plas et sorti en 2007.

## Synopsis
Bruno (Vincent Elbaz), la trentaine, musicien ayant connu une petite gloire qui ne travaille pas, prétendant œuvrer à un roman, et vit à la petite semaine grâce à l'aide d'amies, d'abord sa petite amie Catherine (Frédérique Bel) puis, après une rupture, Sandra (Élodie Bouchez), est recontacté par Alice (Léa Drucker), une ancienne amoureuse issue d'un milieu bourgeois. Elle lui apprend qu'elle a eu de lui une fille, aujourd'hui âgée de 13 ans, Nancy.
A son corps défendant, Bruno découvre la paternité...

## Fiche technique
- Titre : Tel père, telle fille
- Réalisation : Olivier de Plas
- Scénario : Olivier de Plas et Bernard Jeanjean d'après le roman Teen Spirit de Virginie Despentes
- Décors : Nicolas de Boiscuillé
- Photographie : Pierre Cottereau
- Son : Philippe Welsh, Sandy Notarianni, Rym Debbarh-Mounir et Olivier Goinard
- Montage : Marco Cavé et Luc Barnier
- Musique : Thomas Darnal et Sodi Marciszewer
- Production : François Kraus et Denis Pineau-Valencienne
- Société de production : Les Films du kiosque
- Pays d'origine :  France
- Langue : français
- Format : couleur - 35 mm - 1,85:1 - son stéréo
- Genre : comédie
- Durée : 85 minutes
- Dates de sortie : 1er août 2007 (France)

## Distribution
- Vincent Elbaz : Bruno
- Daisy Broom : Nancy
- Élodie Bouchez : Sandra
- Léa Drucker : Alice
- Frédérique Bel : Catherine
- Christian Abart : le commissaire
- Caroline Bourg : Géraldine
- Patrick Eudeline : Jacky
- Abderrahim Boumes : Saïd
- Cyril Couton : Martin
- Thierry Costa : Tranber
- Warren Zavatta : Norbert
- Adrien Ruiz : le copain de Saïd
- Patrick Steltzer : le psy
- Frédéric Épaud : le serveur « café basket »